# 拉西普拉姆
拉西普拉姆（Rasipuram），是印度泰米尔纳德邦Namakkal县的一个城镇。总人口46370（2001年）。

## 人口
该地2001年总人口46370人，其中男性23490人，女性22880人；0—6岁人口4596人，其中男2387人，女2209人；识字率72.68%，其中男性为79.47%，女性为65.72%。